# Frans ter Kuile
Lodewijk Frans Deoderik ter Kuile (Hengelo, 8 oktober 1928 - Rotterdam, 20 juli 2014) was een Nederlands advocaat en rechter.

## Biografie
Ter Kuile groeide op in Hengelo, waar zijn jeugd mede door de bombardementen tijdens de Tweede Wereldoorlog werd getekend. Hij studeerde rechten aan de Universiteit Leiden, waar hij in 1956 afstudeerde; na zijn afstuderen werd hij advocaat en procureur bij Stibbe te Amsterdam. Als advocaat trad hij samen met mr. H.G. Stibbe op namens het transportbedrijf Van Gend & Loos voor het Hof van Justitie van de EG in 1962, waar hij betoogde dat de heffing van invoerrechten tussen de lidstaten van de Europese Economische Gemeenschap in strijd was met het EEG-Verdrag. In het Van Gend en Loos-arrest van 5 februari 1963 ging het Hof van Justitie daarin mee en oordeelde dat het EEG-Verdrag rechtstreekse werking heeft; het arrest is een van de belangrijkste uitspraken in het recht van de Europese Unie geworden. Ter Kuile werd vervolgens bedrijfsjurist bij de Bank voor Handel en Scheepvaart; in die periode zette hij zich onder andere ing voor de oprichting van de NAM.
In 1961 werd hij benoemd tot kantonrechter-plaatsvervanger te Hilversum en in 1969 werd hij rechter-plaatsvervanger te Rotterdam. In 1970 werd hij voltijds rechter bij de Rechtbank Rotterdam; in 1978 werd hij vicepresident van die rechtbank en in 1988 president, als opvolger van Frans Nivard. Hij werd in 1994 bij het bereiken van de 65-jarige leeftijd opgevolgd door Johannes Mendlik.
Ter Kuile overleed in 2014 op 85-jarige leeftijd. Hij liet vier kinderen na.